# Чесноково (Московская область)
Чесноково — деревня в Обушковском сельском поселении Истринского района Московской области. Население — 29 чел. (2010), в деревне 7 улиц, 7 аллей, зарегистрировано 1 садовое товарищество.
Находится примерно в 30 км юго-восточнее Истры — самая южная деревня поселения, лежит на обоих берегах реки Руденки (на современных картах река Безымянная), притока Беляны, высота над уровнем моря 151 м. Ближайшие деревни — примыкающие на севере Козенки и Юрьево. С Истрой деревня связана автобусным сообщением (автобус № 20, 21).

## Население
| 2002 | 2006 | 2010 |
| ---- | ---- | ---- |
| 60   | ↘51  | ↘29  |